# Billy Joel
Pour les articles homonymes, voir Joel.
William Martin Joel, plus connu sous le nom de Billy Joel, né le 9 mai 1949 dans le quartier du Bronx à New York, est un chanteur, pianiste et auteur-compositeur américain. Il démarre dans la pop music en 1971 avec le disque Cold Spring Harbor. Musicien de talent, il a gagné pas moins de six Grammy Award durant sa carrière, mise entre parenthèses depuis 1993.
Selon la RIAA, ses albums sont certifiés à hauteur de 69,69 millions d'unités vendues aux États-Unis. Il continue à parcourir le monde pour se produire en public.

## Biographie

### Enfance
Son titre Leningrad résume en quelques mots son enfance. Billy Joel naît en plein milieu de la Guerre froide, du temps de McCarthy (en référence au fort mouvement anticommuniste de l’époque). Il habitait le sud du Bronx, qui était alors un quartier moderne à majorité blanche.
Il a une sœur et un demi-frère.
Après le Bronx, il déménage avec sa famille pour Long Island, ensuite Levittown puis Hicksville, deux villes de classes ouvrières dans le comté de Nassau. Son père, Howard Joel est un réfugié juif en provenance d’Allemagne. Sa mère, Rosalind Nyman est née en Angleterre de famille juive agnostique. Son père retourne en Europe de l’Est après avoir divorcé de Rosalind. Le demi-frère de Billy s’appelle Alexander et est également musicien. Sa rencontre avec son père à Vienne après une décennie sans le voir lui inspirera son titre du même nom.
Durant son enfance, il montre un grand intérêt pour la musique, particulièrement la musique classique. Il prend des leçons de piano depuis un très jeune âge, son intérêt pour la musique classique lui vaudra d'être régulièrement maltraité par les enfants de son âge, plus intéressés par le sport et le rock and roll.
Souvent malmené, Billy décide de suivre des cours de boxe pour pouvoir se défendre. Il boxa un temps, dans le tournoi « golden gloves » mais abandonne rapidement le sport pour se consacrer à sa future carrière musicale.

### Études
Billy Joel fréquente un lycée de Hicksville et doit recevoir son diplôme en 1967. Durant cette période, il est régulièrement engagé comme musicien professionnel pour donner des concerts et il manque beaucoup de sommeil. Il arrive souvent en retard et finalement, lors du décompte des absences, il s'avère qu'il lui manque un cours de gymnastique pour l'obtention de son diplôme. Pour obtenir celui-ci, il doit suivre des cours pendant l'été. Il décide de ne pas s'astreindre à cette obligation et lors d'une interview à un journaliste, il lui dit : « Je ne vais pas à l'université Columbia, je vais à Columbia records ».
Il quitte les bancs d'école pour suivre sa carrière musicale. En 1992, on lui retire l'obligation de suivre des cours de gymnastique. 25 ans après avoir quitté le lycée, il obtient son diplôme lors d'une cérémonie à Hicksville.

### Premiers pas dans la musique
Il rejoint le groupe The Echoes à l'âge de quatorze ans. Dans les années 1960, il joue en concert avec un groupe de Long Island, les Hassles connaissant un bon succès localement (Every Step I Take, You Got Me Hummin'). Ensuite, il forme le groupe Attila avec le batteur des Hassles, Jon Small. Attila enregistre un seul album, un LP sorti en 1970 (Epic E 30030) comportant 8 titres :
- Face A : 1) Wonder Woman 2) California Flash 3) Revenge is Sweet 4) Amplifier Fire : Part 1 Godzilla, Part 2 March of the Huns ;
- Face B : 1) Rollin' Home 2) Tear This Castle Down 3) Holy Moses 4) Brain Invasion.

Tous les titres sont composés par William Joel & Jonathan Small. Il obtiendra un bon succès mais le groupe se disloquera peu après. Joel tombe alors en dépression. Souhaitant en finir avec la vie, il est admis au Meadowbrook Hospital après avoir ingéré un produit de polissage pour meubles. Cet épisode malheureux de sa vie est raconté dans sa chanson Tomorrow is Today.

## Sa carrière en solo

### Premiers albums 1970–1976

#### Cold Spring Harbor(1971)
Billy Joel signe sa première chanson avec Artie Ripp et enregistre son premier album solo avec le label Family Productions. Cold Spring Harbor (en référence à une ville de Long Island du même nom) est enregistré en 1971. L'album sera mixé à la mauvaise vitesse et l'album vendu avec ce défaut, au grand dam du musicien.
Le contrat qui lie Billy Joel avec la Family Productions ne lui apporte que très peu d'argent provenant de la vente des disques. Joel part pour Los Angeles en Californie avec Elizabeth Weber, joue sous le nom de Bill Martin et se marie avec elle en mai 1971. De cette union naîtront des tubes tels que She's Got a Way ou encore Everybody Loves You Now enregistré dans l'album Executive Lounge sans avoir réellement de succès. En 1981, lors d'un enregistrement en Live, ces deux tubes rejoignent l'album Song in the Attic.
Cold Spring Harbor sera réenregistré en 1983 et aura un énorme succès.

#### Piano Man(1973)
Son expérience à Los Angeles le rapproche de Columbia Records, qui obtiendra d'Artie Ripp l'annulation du contrat à la condition que le logo de « Family Productions » apparaisse à côté du logo de la Columbia sur les cinq prochains albums, en plus d'une large compensation financière.
Son bref passage à Los Angeles lui inspire la chanson Piano Man et l'album du même nom sera enregistré à la fin 1973. Il s'en vendra plus de 5 millions d'exemplaires[réf. nécessaire]. L'annulation du contrat avec Artie Ripp lui coûtera beaucoup d'argent et les ventes de ce disque d'or ne lui rapporteront que 7 000 dollars.

#### Streetlife Serenade(1974)
Billy Joel reste à Los Angeles pour écrire Streetlife Serenade, son deuxième album sous le label Columbia. On retrouve des références à la ville et sa banlieue dans l'album. Le titre phare de cet album est The entertainer qui reprend les thèmes de Piano Man. Billy Joel était dérangé par les réarrangements significatifs effectués sur Piano Man pour qu'il passe mieux à la radio, et dans The Entertainer, il crache dans sa soupe avec des paroles sarcastiques comme « If you're gonna have a hit, you gotta make it fit, so they cut it down to 3:05 » (« Si tu fais un tube, tu devras le couper, pour qu'ils le fassent tenir en 3:05 »).

#### Turnstiles(1976)
En 1976, Billy Joel sort Turnstiles, un titre approprié pour cet album sur les transitions géographiques et professionnelles (turnstiles veut dire tourniquet en anglais). Écrit pour marquer le retour de Billy Joel sur la côte Est après avoir passé trois ans en Californie, le premier titre Say Goodbye to Hollywood montre que Billy Joel prend un nouveau départ. Malgré I've Loved These Days, chanson parlant avec regret d'un Los Angeles du début des années 1970, Turnstiles rend clair le retour de Billy Joel au bercail. En effet, New York State of Mind, une chanson d'amour sur la ville natale de Billy Joel est devenue un classique.
Dans Turnstiles, Billy Joel utilise ses propres musiciens dans le studio pour la première fois, et il a plus de contrôle, produisant lui-même son album. Ces prises de risques ont payé, l'album donne beaucoup plus l'impression d'un live que les albums précédents. Néanmoins, la signature de Billy Joel empreinte de cynisme continue de s'exprimer à travers des morceaux tels que Angry Young Man, une chanson qui deviendra un pilier de ses concerts durant des années, en partie grâce à son prélude au piano qui l'introduit.
La décennie 70 et la seconde moitié de la suivante ont coïncidé avec sa période d'apogée. New York State Of Mind, The Stranger, Just the Way You Are, Honesty, My Life et Uptown Girl sont ses tubes les plus mémorables.

### Vers la célébrité, 1977–1981

#### The Stranger(1977)
Pour l'album The Stranger, Billy Joel s'associa au producteur Phil Ramone. Quatre titres de ce disque apparurent dans le Top 40 aux États-Unis, les ventes dépassant celles de l'album de Simon et Garfunkel Bridge Over Troubled Water, le titre le mieux vendu auparavant par Columbia Records. Ce fut le premier album de Billy Joel à entrer dans le Top 10, montant jusqu'à la deuxième place des albums les plus vendus à l'époque. Phil Ramone fut reconduit pour produire tous les albums studio de Billy Joel jusqu'à Storm Front sorti en 1989.
The Stranger permit à Billy Joel de remporter deux Grammy Awards : l'un pour meilleur album, l'autre pour meilleure chanson pour Just the Way You Are, une chanson écrite pour sa femme Elizabeth. Sa chanson Vienna peut être entendue dans le film 30 ans sinon rien avec Jennifer Garner et Mark Ruffalo.

#### 52nd Street(1978)
Billy Joel était attendu au tournant pour son prochain album. 52nd Street représentait une journée passée à Manhattan, et tirait son nom de la rue dans laquelle étaient les bureaux de Columbia Records'. Plus de sept millions d'exemplaires furent vendus[réf. nécessaire], notamment grâce aux succès des titres My Life, Big Shot et Honesty. 52nd Street fut ainsi classé no 1, une première pour Billy Joel. My Life fut choisi comme générique de la sitcom, Bosom Buddies, dans laquelle on peut entre autres retrouver Tom Hanks dans l'un de ses premiers rôles. 52nd Street fut le premier album à sortir en disque compact au Japon en 1982. 52nd Street fut récompensé par 3 Grammy Awards : meilleure performance vocale pop, meilleur artiste masculin et meilleur album.

#### Glass Houses(1980)
Après de nombreuses critiques sur des chansons comme Just the Way You Are, She's Always a Woman ou Honesty, Billy Joel est jugé par de nombreuses critiques comme un « petit rocker ». Trouvant cela injuste et insultant, il décide alors d'enregistrer un album, Glass Houses, afin de prouver qu'il pouvait faire un album plus « rock ».
Glass House est le premier album de Billy Joel à être no 1 dans le Billboard chart. Il y reste pendant six semaines grâce à des titres comme You May Be Right (7e, mai 1980), Don't Ask Me Why (19e, septembre 1980), Sometimes A Fantasy (36e, novembre 1980), et surtout It's Still Rock And Roll To Me, qui sera le premier titre de Billy Joel à être no 1 au Billboard chart pendant deux semaines.
Il remporta le Grammy Award de meilleure performance vocale rock, ainsi que le American Music Award de meilleur album pop/rock.

#### Songs in the Attic(1981)
Son album suivant, Songs in the Attic, fut produit à partir de morceaux peu connus de son début de carrière joués en concert. Il fut enregistré pendant une tournée dans des salles et des clubs en juin et juillet 1980.
She's Got a Way  (de l'album Cold Spring Harbor) et Say Goodbye to Hollywood (de l'album Turnstile) seront les seules singles de l'album et atteindront la 23e et 17e places respectivement dans le Billboard Chart.

### Le succès 1982–1986

#### The Nylon Curtain(1982)
The Nylon Curtain est souvent considéré comme l'album le plus ambitieux de Billy Joel. Il commença à y travailler au printemps 1982 lorsqu'il eut un accident de voiture. Un chauffard ayant grillé un feu rouge percuta Billy Joel alors que celui-ci était à moto. Son poignet gauche fut cassé et sa main sérieusement blessée. À cause des opérations et de la convalescence d'un mois nécessaire, la production de l'album fut interrompue le temps qu'il guérisse.
Le 30 décembre 1982, Billy Joel enregistra son premier concert sur vidéo : Live on Long Island, enregistré au Nassau Coliseum à Uniondale (New York).
Le 20 juillet 1983, Billy Joel et sa femme Elizabeth Weber divorcèrent : Elizabeth obtint alors la moitié de la fortune du chanteur. Pendant ce temps, The Nylon Curtain arriva 7e des meilleures ventes, notamment grâce aux chansons Allentown, Goodnight Saigon et Pressure. Allentown arriva 17e du Top 100 de l'époque, devenant ainsi l'une des chansons les plus jouées à la radio en 1982. L'intro de Pressure est reprise pour le générique de début du jeu Génies en herbe diffusé en 1986 sur FR3.
Après la fin de sa tournée ayant suivi la sortie de l'album, Joel se retira sur l'île de Saint-Barthélemy pour se reposer. C'est au bar de l'hôtel qu'il rencontra la mannequin Christie Brinkley, qui venait de divorcer. Ils se rapprochèrent, puis finirent par se marier le 23 mars 1985.

#### An Innocent Man(1983)
La chanson Uptown Girl fut l'une des premières chansons écrites au retour des vacances de Joel. Uptown Girl a été conçue comme une interrogation à haute voix de Joel sur les raisons qui poussaient la magnifique Christie Brinkley à rester avec un homme comme lui. Cette chanson est devenue un succès mondial dès sa sortie, et fut le seul titre de Joel à avoir été no 1 au Royaume-Uni. L'album résultant, An Innocent Man, réalisé comme un hommage à la musique « doo-wop » des années 1950, fut classé 4e des meilleures ventes aux États-Unis et 2e en Angleterre, grâce notamment à la présence de six de ses chansons dans le Top 30 des charts américains qui sont Leave a Tender Moment Alone (27e), Keeping the Faith (18e), The Longest Time (14e), An Innocent Man (10e), Uptown Girl (3e) et Tell Her About It (1er).
L'album fut également nommé pour le Grammy du meilleur album de l'année, mais il perdit face à Thriller de Michael Jackson.

#### Greatest Hits Vol. 1 and 2(1985)
Après le succès de An Innocent Man, Joel avait été consulté pour produire un album de ses meilleurs titres. Ce n'était pas la première fois que ce sujet était abordé, mais Joel avait au commencement considéré la réalisation de compilations de ses meilleurs titres comme sonnant la fin de sa carrière. Cette fois, il accepta, et Greatest Hits Vol. 1 et 2 sorti dans un format deux disques deux faces ou 2 CD, avec les chansons dans leur ordre de création. Les nouvelles chansons You're Only Human (Second Wind) et The Night Is Still Young ont été enregistrées et diffusées pour soutenir l'album.
Greatest Hits remporta un franc succès, se vendant à plus de vingt millions d'exemplaires dans le monde devenant le double album le plus vendu de tous les temps par un artiste solo, seul The Wall de Pink Floyd et L'« album blanc » des Beatles ayant fait mieux. Jusqu'ici c'est le 6e album le plus vendu dans l'histoire américaine de musique selon la RIAA.
Coïncidant avec la sortie de Greatest Hits, Joel sort une compilation des vidéos promotionnelles qu'il avait enregistrées de 1977 à 1985. En plus de vidéos pour accompagner certains morceaux des Greatest Hits, Joel enregistra également un clip de son premier succès : Piano Man.
Deux versions de Greatest Hits sortirent en CD : l'une en 1985 et l'autre en 1998. Bien qu'ayant toutes les deux la même trame générale, on peut néanmoins noter quelques légères différences : 
- Bien que tous les titres les plus longs soient intacts (comme Piano Man, Captain Jack ou Goodnight Saigon), d'autres chansons plus courtes (Pressure, Just The Way You Are ou encore My Life) ont été raccourcies de manière significative dans la version de 1985. Pourtant, le livret accompagnant l'album liste l'ensemble des paroles, même celles tronquées. Ces chansons sont en version intégrale dans la version de 1998.
- Dans l'album de 1985, c'est la version live de Say Goodbye to Hollywood sur Songs in the Attic qui est utilisée alors que c'est la version de l'album Turnstiles qu'on peut entendre sur la compilation de 1998.
- La version de 1998 a une qualité de son améliorée, grâce aux progrès technologiques faits depuis la première sortie.

#### The Bridge(1986)
Billy Joel venait de remporter un vif succès avec Modern Woman de la bande originale du film Y a-t-il quelqu'un pour tuer ma femme ? (Ruthless People) (avec Bette Midler, Danny DeVito et Judge Reinhold) quand il commença à travailler sur l'album The Bridge au début de 1986. Ray Charles apporta sa contribution à la chanson Baby Grand, et Steve Winwood joua de l'orgue sur Getting Closer. Cyndi Lauper a aussi contribué à cet album en faisant partie des chœurs.
Bien que faisant partie des dix albums les plus vendus du moment, The Bridge n'eut pas autant de succès que certains autres de ses albums. Quelques chansons sortirent néanmoins du lot : la ballade This is the Time est un classique des bals de fin d'année ; et Modern Woman, pourtant considérée par Billy Joel lui-même comme ne méritant pas d'attention, rencontra un vif succès dans sa forme single.
C'est à cette époque que Billy participa au dessin animé de Disney Oliver et Compagnie, sorti en 1988, dans lequel il double le chien Dodger (Roublard en français). Il enregistra également une chanson spécialement pour le film Why Should I Worry ?. Billy Joel expliqua avoir accepté ce rôle par amour pour les films de Walt Disney lorsqu'il était enfant.

### La période soviétique, 1987–1989
Pendant la tournée suivant la sortie de The Bridge, Joel et ses musiciens commencèrent à prévoir une tournée dans l'Union soviétique à l'été 1987, une première pour un artiste rock américain depuis la construction du mur de Berlin. Et donc, en juin 1987, six concerts eurent lieu, trois à Moscou et trois à Leningrad, tous filmés et radiodiffusés.

#### КОНЦЕРТ(1987)
L'album КОНЦЕРТ, « concert » en russe, paraît à l'automne 1987. Billy Joel aurait perdu environ 1 million de dollars pour la tournée, mais il déclara ne pas regretter ce déficit au vu de l'hospitalité dont les Russes avaient fait preuve.

### Derniers albums 1989–1994

#### Storm Front(1989)
La chanson We Didn't Start the Fire, le premier single de l'album Storm Front, sorti en septembre 1989, et devint rapidement la 3e chanson de Billy Joel numéro 1 aux États-Unis.
Storm Front sorti en octobre 1989, et devint finalement le premier album de Billy Joel à être numéro 1 aux États-Unis depuis Glass Houses, neuf années auparavant. Storm Front fut le premier album depuis Turnstiles à ne pas avoir été enregistré avec Phil Ramone en producteur. Pour cet album, il voulait un nouveau son, et s'entoura donc de Mick Jones du groupe Foreigner et de la musicienne Crystal Taliefero (qui devint finalement sa directrice musicale). Hormis We Didn't Start the Fire, l'album comportait aussi la chanson Leningrad, écrite après une rencontre avec un clown dans la ville soviétique lors de la tournée en URSS.
En 1992, Billy Joel poursuivit son ancien manager et ex-beau-frère Frank Weber (frère de son ex-femme Elizabeth) pour diverses fraudes de comptabilité. L'affaire fut réglée à l'amiable.

#### River Of Dreams(1993)
Billy Joel commença à travailler sur River Of Dreams au début de 1993. La couverture de l'album était une peinture de Christie Brinkley représentant chacune des chansons du disque. La chanson éponyme River Of Dreams (In the Middle of the Night) eut un énorme succès international et fut la dernière de Joel à entrer dans le top 10.

### Une vie plus calme: de 1994 à aujourd'hui
En août 1995, le bassiste de Billy Joel, Doug Stegmeyer se suicide dans sa maison de Long Island. Stegmeyer avait participé à tous les albums de Joel de Turnstiles à The Bridge.
En 1999, Billy Joel se produit au Madison Square Garden (New York) à la veille du nouveau millénaire. Le concert dure près de quatre heures et est ensuite commercialisé sous le titre 2000 Years : The Millennium Concert.

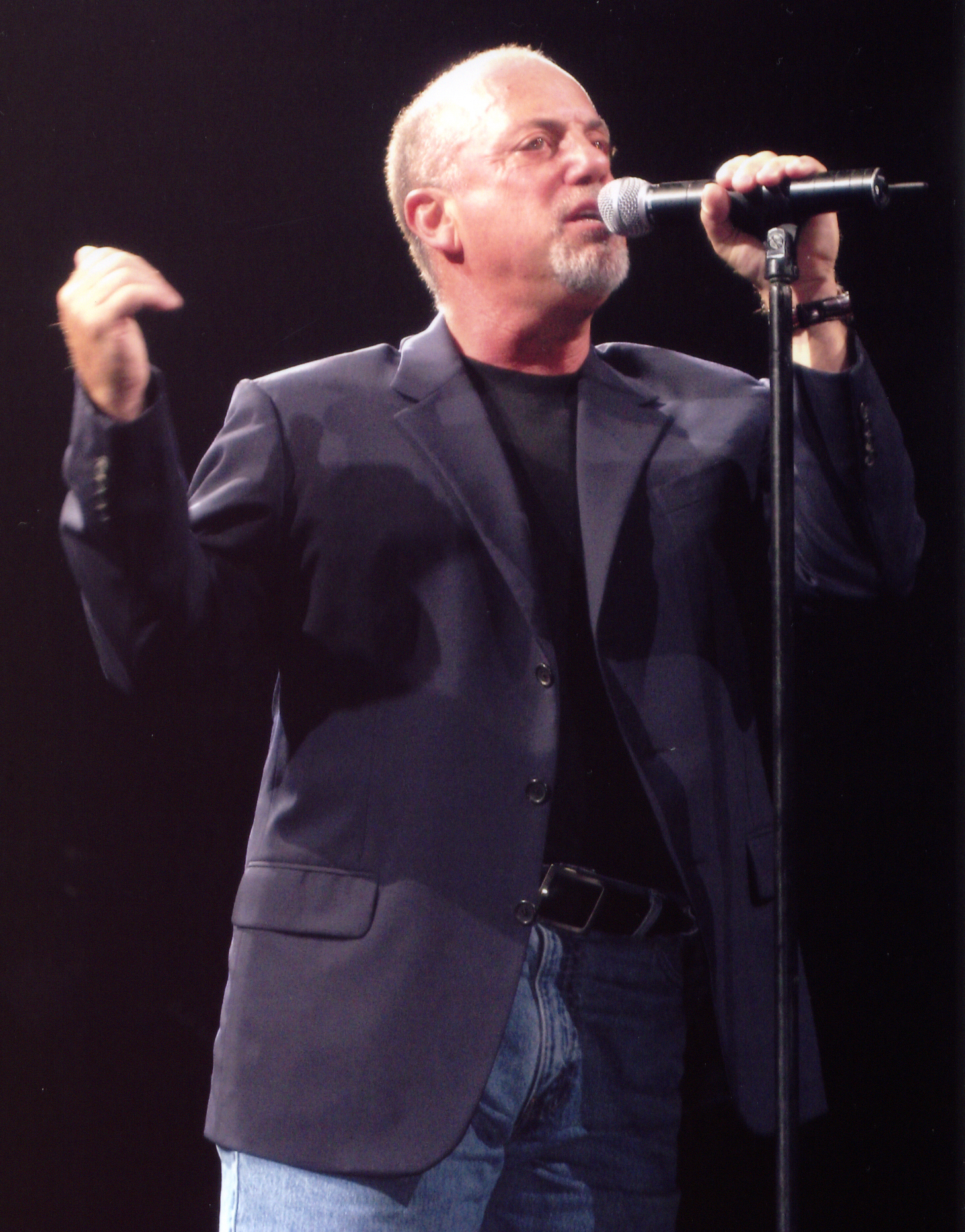
En concert en Australie-Occidentale, en novembre 2006.

En 2001 paraît l'album Fantasies & Delusions, une compilation de morceaux de piano, tous composés par Billy Joel et interprétés par Richard Joo. Billy Joel utilise d'ailleurs souvent des extraits de ces morceaux comme interludes entre ses chansons en concert. L'album est le plus vendu des albums classiques du moment.
Billy Joel effectue de nombreux concerts avec Elton John dans une tournée intitulée Face to Face, durant laquelle les deux chanteurs interprètent leurs chansons, seuls ou en duo.
En 2005, Columbia sort un coffret, My Lives, qui est dans une large mesure une compilation d'inédits, de face-B et de versions live de tubes de Joel. On y trouve le logiciel Umixit, grâce auquel il est possible de remixer avec son PC Zanzibar, Only The Good Die Young, Keepin' The Faith, et des versions live de I Go To Extremes et Movin' Out (Anthony's Song). Un DVD de la tournée River of Dreams est également inclus.
Le 7 janvier 2006, Billy Joel entame une nouvelle tournée à travers les États-Unis. N'ayant pas écrit de nouvelles chansons, ses concerts reposent sur de nouvelles versions de toutes ses chansons, y compris les tubes. Douze concerts à guichets fermés ont lieu au Madison Square Garden (un record, le précédent tenant du titre étant Bruce Springsteen avec onze concerts), concerts desquels sont extraites les chansons de l'album 12 Gardens : Live, sorti en juin 2006. Billy Joel s'arrête aussi au Royaume-Uni et en Irlande pour la première fois depuis de nombreuses années.
Le 4 février 2007 à Miami, Billy Joel devint le premier chanteur à avoir interprété deux fois l'hymne national américain avant la finale du Super Bowl, il avait déjà participé à cet événement en 1989 (à Miami également).
Il invite Paul McCartney, Tony Bennett et plusieurs autres vedettes pour un dernier concert donné au mythique Shea Stadium de New York en juillet 2008, un mois avant sa démolition. Le documentaire The Last Play at Shea est produit en 2010 et le 11 mars de l'année suivante sort un double album live intitulé Live at the Shea Stadium.
Le 3 décembre 2013, Billy Joel annonce qu'il fait du Madison Square Garden sa résidence, en effet, il joue depuis le 27 janvier 2014 un concert par mois. Il entame depuis cette fin d'année de 2013 une tournée aux États-Unis et au Canada, remplissant des salles comme le Carrier Dome à Syracuse en mars 2015, la Barclays Center pour le nouvel an de 2014 ou encore à la Nassau Coliseum en août 2015, salle importante pour l'artiste, ayant été un des plus grands locataires, notamment un concert en 1982 pour son premier « live » filmé.
Billy Joel devient le chanteur s'étant le plus produit au Madison Square Garden avec 65 concerts le 1 juillet 2015, battant ainsi l'ancien record d'Elton John (64 concerts).
Le 1er juin 2023, Billy Joel annonce la fin de ses concerts mensuels au Madison Square Garden, mettant fin à une série de 100 concerts au cours de ce dispositif particulier, mais également la fin de 150 concerts au sein de l'enceinte New-Yorkaise. La dernière échéance aura lieu en Juillet 2024.
Le 23 mai 2025, il annonce être atteint d'hydrocéphalie et annule tous ses concerts à venir.

## Paroles de ses chansons

Billy Joel sur scène à Jacksonville, Florida, lors de l’une de ses performances live emblématiques.

Les paroles des chansons de Billy Joel comportent de très nombreuses références à des lieux de New York, et en particulier Long Island. Par exemple, la ligne « Miracle Mile » de la chanson It's Still Rock & Roll to Me fait référence au quartier très commerçant du Northern Boulevard de Manhasset.
Plusieurs de ses chansons viennent de son expérience personnelle, comme Piano Man, dans laquelle il décrit son travail comme pianiste de bar à Los Angeles dans les années 1970. Sa chanson Vienna fut écrite en référence à une de ses visites à son père en Europe.
À l'inverse, et contrairement à une rumeur persistante, la chanson Big Shot ne résulte pas d'un rendez-vous raté avec l'ancienne femme de Mick Jagger, Bianca.

## Influences
En plus d'une grande parenté stylistique et vocale avec Paul McCartney et avec les Beatles, sa musique reflète des influences de très nombreux genres musicaux différents comme la musique classique, le doo-wop, le rock, le jazz, le blues, le punk, le ska, le gospel, la pop et même les chansons folkloriques russes. Cela a contribué à son succès pendant une longue période, mais a aussi rendu difficile son classement dans un genre musical unique.

## Le groupe
Dans le milieu des années 1970, la composition du groupe de musiciens accompagnant Billy Joel se stabilisa. Les musiciens principaux étaient :
- Billy Joel - chant, piano, orgue
- Russell Javors - guitare
- David Brown - guitare
- Doug Stegmeyer - basse
- Richie Cannata - saxophone, flûte, clarinette, orgue
- Liberty DeVitto - batterie

Ce fut également la composition du groupe pour l'album live Songs In The Attic.
Dans les années 1980 et 90, le groupe changea radicalement. Au moment de la tournée River of Dreams (1993), seul DeVitto faisait encore partie du groupe. Les multi-instrumentistes Crystal Taliefero et Mark Rivera rejoignirent le groupe duquel ils font d'ailleurs toujours partie. Rivera réussit à prendre le relais de Cannata sur le solo de saxophone de la chanson New York State of Mind, qu'il joua d'ailleurs lors de l'enregistrement de Greatest Hits. Dave Rosenthal quant à lui rejoint le groupe aux claviers, et est lui aussi toujours dans le groupe. Tommy Byrnes joua régulièrement de la guitare pour Joel, et fut l'un des conseillers musicaux pour la comédie musicale de Billy Joel Movin' Out. Pour la tournée de 2006, Billy Joel n'invita pas DeVitto pour jouer des percussions : c'est Chuck Burgi (de la production de Movin' Out) qui le remplaça. Richie Cannata était au saxophone, accompagné de Mark Rivera et Crystal Taliefero.

## Distinctions

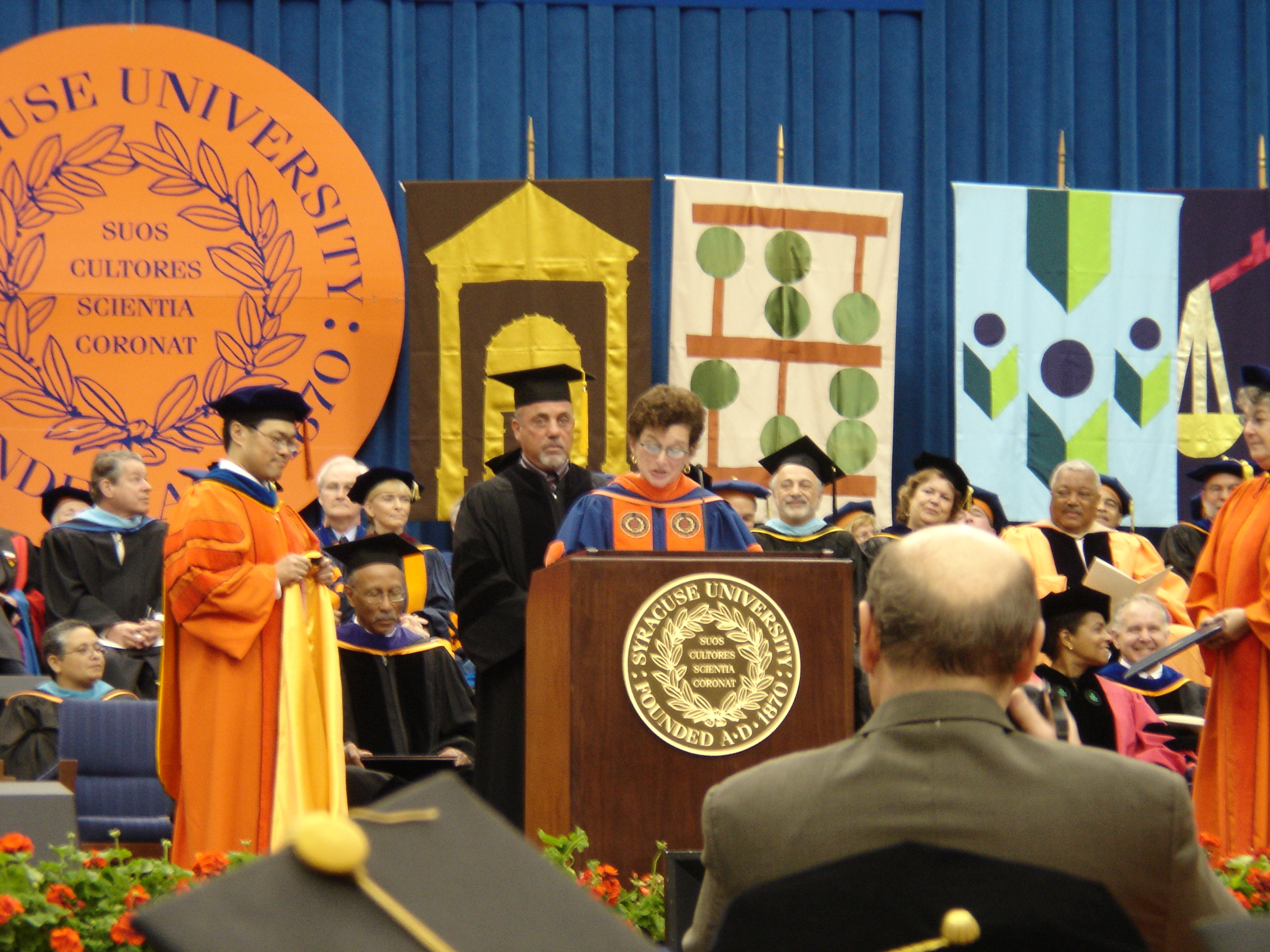
Billy Joel recevant son doctorat honoris causa de l'université de Syracuse (États-Unis), en 2006.

- Docteur honoris causa en sciences humaines de l'université de Fairfield (1991)
- Docteur honoris causa du Berklee College of Music (1993)
- Docteur honoris causa en sciences humaines de l'université Hofstra (1997)
- Docteur honoris causa en musique du Southampton College (2000)
- Docteur honoris causa en arts plastiques de l'université de Syracuse (2006)
- Docteur honoris causa en musique de l'université d'État de New York à Stony Brook (2015)
- Nommé MusiCares Person of the Year en 2002 . Au dîner donné en son honneur, de nombreux artistes interprétèrent ses chansons, et parmi eux Stevie Wonder, Jon Bon Jovi, et Natalie Cole.
- Gershwin prize for popular song décerné par la Bibliothèque du Congrès à Washington, 6e récipiendaire de ce prestigieux prix, en 2014

## Vie personnelle

### Mariages
Billy Joel épouse en premières noces, son impresario Elizabeth Weber le 20 mai 1971. Ils divorceront le 20 juillet 1983.
Puis, il épouse le mannequin Christie Brinkley le 23 mars 1985. De ce mariage naît une fille, Alexa Ray Joel, le 1er janvier 1986. Billy et Christie divorcent le 25 août 1994, mais le couple resta en bons termes.[réf. nécessaire]
En 2004, Billy Joel épouse ensuite Katie Lee, une jeune femme de 23 ans. Billy Joel et Katie Lee divorcent en juin 2009.
Le 4 juillet 2015, jour de la fête nationale américaine, Billy Joel se marie pour une quatrième fois avec Alexis Roderick, rencontrée en 2009. Les deux mariés attendent une fille pour l'été 2015 qui voit le jour le 12 août et se prénomme Della Rose. Le 22 octobre 2017, Alexis donne naissance à leur deuxième enfant, une fille prénommée Remy Anne.

### Problèmes liés à l'alcool
En 2002, Billy Joel eut un accident de voiture près de New York et il entra peu après au centre de désintoxication Silver Hill Hospital. En 2003, sa voiture sortit de la route pour heurter un arbre à Long Island, et il fut transporté au Stony Brook University Hospital. En avril 2004, Joel eut de nouveau un accident à Long Island. En mars 2005, il entra au centre de désintoxication Betty Ford , où il passa 30 jours.

## Discographie
L'auteur-compositeur-interprète américain Billy Joel a sorti treize albums studio, six albums live, seize albums de compilation, dix albums vidéo, soixante et un singles, trois singles promotionnels et quarante-cinq vidéoclips.

### Albums studio
- 1971 : Cold Spring Harbor
- 1973 : Piano Man
- 1974 : Streetlife Serenade
- 1976 : Turnstiles
- 1977 : The Stranger
- 1978 : 52nd Street
- 1980 : Glass Houses
- 1982 : The Nylon Curtain
- 1983 : An Innocent Man
- 1986 : The Bridge
- 1989 : Storm Front
- 1993 : River of Dreams
- 2000 : The Essential (compilation)
- 2001 : Fantasies & Delusions

### Albumslive
- 1981 : Songs In the Attic
- 1987 : Kontsert (Концерт)
- 2000 : 2000 Years: The Millennium Concert
- 2006 : 12 Gardens Live
- 2011 : Live at Shea Stadium: The Concert
- 2014 : A Matter of Trust: The Bridge to Russia – The Concert